# ضدخارش
ضدخارش‌ها (به انگلیسی: Antipruritics)، داروهایی اند که از خارش جلوگیری کرده (خارش به لاتین: pruritus)، خارش‌هایی که ناشی از آفتاب‎سوختتگی، واکنش‌های آلرژیکی، درماتیت، پسوریازیس، آبله‌مرغان، عفونت قارچی، گزش و نیش حشراتی چون پشه‌ها، کک‌ها، هیره‌ها و درماتیتیس تماسی و کهیر ناشی از گیاهانی چون پیچک سمی (درماتیتیس تماسی ناشی از اوروشیول) یا گزنه دوپایه.